# 盖斯海姆
盖斯海姆（發音：[ˈɡɛʁshaɪm]）是德国萨尔兰州萨尔普法尔茨县的市镇，面积57.37平方千米，2023年12月31日人口为6,289人。